# Паутов, Анатолий Михайлович
Анатолий Михайлович Паутов (11 сентября 1943, Ленинград — 29 августа 2020) — российский трубач, военный дирижёр, позднее — преподаватель по классу трубы и дирижёр духовых оркестров Московского государственного института музыки имени А. Г. Шнитке и Детской музыкальной школы имени М. И. Табакова, вёл класс трубы и камерного ансамбля в Российской государственной специализированной академии искусств. Заслуженный работник культуры России. Кандидат искусствоведения, профессор МГИМ имени А. Г. Шнитке.

## Биография
Анатолий Паутов родился 11 сентября 1943 года в блокадном Ленинграде.
Окончил военно-дирижёрский факультет при Московской государственной консерватории имени П. И. Чайковского и адъюнктуру.
В 2005 году защитил диссертацию на соискание учёной степени кандидата искусствоведения по теме «Творческая деятельность Г. А. Орвида и её значение в развитии отечественного искусства игры на трубе».
Профессор Московского государственного института музыки имени А. Г. Шнитке (МГИМ имени Шнитке), где преподаёт по классу трубы и камерного ансамбля, возглавляет студенческий духовой оркестр и читал курс лекций по методике обучения игре на духовых инструментах. Подготовил лауреатов и дипломантов московских, региональных и международных конкурсов: Л. Гурьева, Владислава Лаврика, Е. Герасимчука, А. Карева, А. Першина, А. Бахарева, Н. Леонова.
Преподаватель Детской музыкальной школы имени М. И. Табакова.
С 2010 года вёл класс трубы и камерного ансамбля в Российской государственной специализированной академии искусств.
Художественный руководитель и дирижёр духового оркестра Московского государственного института музыки имени А. Г. Шнитке и оркестра духовых инструментов детской музыкальной школы имени М. И. Табакова.
Автор статей об исполнительской и педагогической деятельности профессора Московской консерватории, народного артиста Российской Федерации Г. А. Орвида (1981), статьи «О культуре звука при игре на медных духовых инструментах» (1984), статьи в «Учебнике военного музыканта» (1990), изданного в Московской консерватории и др. Работы Паутова используются в курсе «История исполнительства на духовых инструментах».
Автор переложений и обработок для ансамблей медных духовых инструментов и духового оркестра. Длительное время Анатолий Паутов занимался сольно-концертной деятельностью. Им записан ряд сочинений для трубы с оркестром Министерства обороны России, оркестром комендатуры Московского Кремля, оркестром Военно-дирижёрского факультета.
Умер 29 августа 2020 года.

## Почётные звания
- Заслуженный работник культуры Российской Федерации[3][1]

## Награды и призы

### Ансамбль медных духовых инструментов Московского государственного института музыки имени А. Г. Шнитке под руководством А. М. Паутова
- III премия конкурса духовой музыки в Норвегии (Хамар) (1993)[3]
- Лауреат фестиваля студенческого творчества «Фестос» в Москве (2001)[3]

### Квартет трубачей Московского государственного института музыки имени А. Г. Шнитке под руководством А. М. Паутова
- Поощрительный диплом на Фестивале духовой музыки в Германии (г. Тум) (2003)[3]

### Личные
- Специальный приз немецкого издательства «Зигфрид Рундель» за лучшую интерпретацию обязательного конкурсного произведения современного немецкого композитора Клауса Брухмана «Аскания» на конкурсе в Германии (2001)[3]

## Известные ученики
- Леонид Гурьев — российский трубач, преподаватель кафедры струнных, духовых и ударных инструментов Московской государственной консерватории имени П. И. Чайковского. В 1988 году поступил в Московское музыкальное училище имени Октябрьской революции на класс трубы В. Б. Кричевского, которое окончил в 1992 году уже как Колледж имени А. Г. Шнитке (училище было переименовано) по классу трубы А. М. Паутова[3][6].
- Владислав Лаврик (р. 1980) — российский трубач, ученик Анатолия Паутова в Московском колледже имени Альфреда Шнитке. Ещё обучаясь в колледже, заявил о себе как трубач-солист, выступая с различными оркестрами в России и за рубежом. В период ученичества у Паутова стал призёром Московского международного фестиваля юных солистов (1997, 1998) и лауреатом нескольких международных конкурсов, в том числе Конкурса молодых трубачей имени Т. Докшицера (1994, 1996) и конкурса «Классическое наследие» (1994)[7][8][9].
- Артём Карев — артист государственного ансамбля «Гусляры России»[3].
- И. Герасимчук — артист симфонического оркестра кинематографии[3].
- Б. Богойчук — концертмейстер группы труб Московского театра оперетты[3].

### Монографии
- Паутов А. М. Школа игры на трубе Московской консерватории как яркое художественное направление в отечественном исполнительстве на духовых инструментах / Комитет по культуре Правительства Москвы, Московский государственный институт музыки имени А. Г. Шнитке. — М.: [Б. и.], 2004.

### Учебные пособия
- Сборник пьес для трубы с фортепиано: [Учебное издание] / Составитель А. М. Паутов. — М.: ВЛАДОС, 2013. — 26 с. — (Педагогический репертуар).

### Статьи
- Паутов А. М. О специфических приёмах игры на трубе: [Техника] // Музыкальные инструменты. — 2004 (Зима). — С. 52—56.